# دهستان سنگر (فاروج)
دهستان سنگر یکی از دهستان‌های شهرستان فاروج در استان خراسان شمالی ایران است. این دهستان در بخش مرکزی شهرستان فاروج قرار دارد و براساس سرشماری مرکز آمار ایران در سال ۱۳۹۰، جمعیت آن ۸۳۸۱ نفر (در ۲۳۶۴ خانوار) بوده‌است.